# Sistrum (muziekinstrument)
Een sistrum (Oudegyptisch: sechem) is een muziekinstrument dat voor het eerst werd gebruikt in het oude Egypte. Het percussievoorwerp bestaat uit een soort metalen "U" (die doet denken aan de hoorns van Hathor) van ongeveer 10 bij 30 centimeter, waartussen enkele draadjes zijn gespannen. Om deze draden zitten ringetjes, die geluid maken als er met het instrument geschud wordt. Het sistrum is de voorloper van de tamboerijn.
Sistra werden veel gebruikt in de oud-Egyptische muziek. Het was een belangrijk instrument voor dansen en religieuze bijeenkomsten (in het bijzonder bij de verering van de godin Hathor). Ook werd het gebruikt om te voorkomen dat het gebied rond de Nijl zou overstromen en om Seth af te schrikken. De Romeinse auteur Vergilius beschrijft in Aeneîs 8 dat Cleopatra met een sistrum schudde terwijl ze haar troepen verzamelde voor de zeeslag bij Actium.
Na de Egyptische oudheid is het sistrum vrijwel uit de maatschappij verdwenen en vervangen door de tamboerijn. In enkele klassieke 19e-eeuwse werken spelen sistra nog een rol, maar een nieuwe doorbraak heeft het instrument nooit gemaakt. Het wordt tegenwoordig bij gelegenheid soms nog gebruikt tijdens Koptische of Ethiopische kerkdiensten.